# Никольская (Верховажский район)
Никольская — деревня в Верховажском районе Вологодской области.
Входит в состав Верховского сельского поселения (до 2015 года входила в Олюшинское сельское поселение), с точки зрения административно-территориального деления — в Олюшинский сельсовет.
Расстояние по автодороге до районного центра Верховажья — 55 км, до деревни Средней — 14 км. Ближайшие населённые пункты — Ботыжная, Ереминское, Боровская.
По переписи 2002 года население — 16 человек.